# Сан Бруно (Калифорнија)
Сан Бруно (енгл. San Bruno) град је у америчкој савезној држави Калифорнија. По попису становништва из 2010. у њему је живело 41.114 становника.У њему се налази седиште Јутјуба.

## Демографија
Према попису становништва из 2010. у граду је живело 41.114 становника, што је 949 (2,4%) становника више него 2000. године.
| Група             | 2000.          | 2010.          |
| Белци             | 18.822 (46,9%) | 14.781 (36,0%) |
| Афроамериканци    | 807 (2,0%)     | 942 (2,3%)     |
| Азијати           | 7.506 (18,7%)  | 10.423 (25,4%) |
| Хиспаноамериканци | 9.686 (24,1%)  | 12.016 (29,2%) |
| Укупно            | 40.165         | 41.114         |